# Probarbus
Probarbus é um género de peixe actinopterígeo da família Cyprinidae.
Este género contém as seguintes espécies:
- Probarbus jullieni Sauvage, 1880
- Probarbus labeamajor T. R. Roberts, 1992
- Probarbus labeaminor T. R. Roberts, 1992